# Palpada taenia
Palpada taenia är en tvåvingeart som först beskrevs av Christian Rudolph Wilhelm Wiedemann 1830.  Palpada taenia ingår i släktet Palpada och familjen blomflugor. Inga underarter finns listade i Catalogue of Life.